# April Folly
April Folly est un film américain réalisé par Robert Z. Leonard et sorti en 1920.

## Synopsis
Une jeune femme, April Poole, lit son premier roman à l'éditeur Kerry Sarle, dont elle est amoureuse, et à l'associé de cet éditeur, dont elle se défie (Ronald Kenna). L'héroïne du roman, Lady Diana Mannister, est envoyée par sa famille en Afrique du Sud pour l'éloigner d'un jeune artiste : elle doit rapporter de ce voyage un diamant, mais des voleurs se mettent en chasse de sa cargaison...

## Fiche technique
- Réalisation : Robert Z. Leonard
- Scénario : Adrian Johnson, Cynthia Stockley
- Production :   Marion Davies Film Corporation, Cosmopolitan Productions, International Film Service
- Lieux de tournage : Biograph Studio, Manhattan
- Photographie : Allen G. Siegler
- Dates de sortie: 
  - 21 mars 1920 ( États-Unis)

## Distribution
- Marion Davies : April Poole

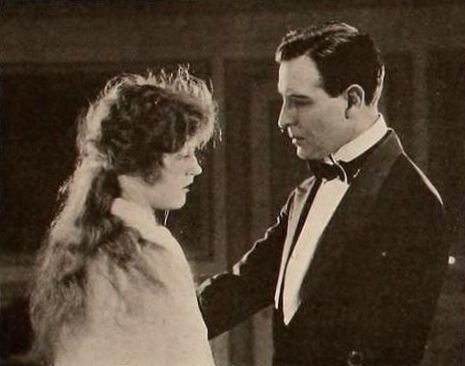
Marion Davies avec Conway Tearle dans April Folly

- Madeline Marshall : Lady Diana Mannister
- Hattie Delaro : Mrs. Stanislaw
- Amelia Summerville : Olive Connal
- Conway Tearle : Kerry Sarle
- J. Herbert Frank : Ronald Kenna
- Warren Cook : Earle of Mannister (as Warren Cooke)
- Spencer Charters : Dobbs
- Charles Peyton : Butler